# Cicadellinae
Sous-famille
Les Cicadellinae sont une sous-famille d'insectes de l'ordre des hémiptères (les hémiptères sont caractérisés par leurs deux paires d'ailes dont l'une, en partie cornée, est transformée en hémiélytre), du sous-ordre des Auchenorrhyncha selon les normes taxonomiques récentes et de la famille des Cicadellidae.
Ces insectes communément appelés cicadelles, sont des insectes sauteurs et piqueurs et ils se nourrissent de la sève des végétaux grâce à leur rostre.

## Liste des tribus
Selon Fauna Europaea (31 oct 2013)
- Anoterostemmatini
- Cicadellini
- Errhomenini
- Evacanthini

## Liste des genres
- Anoterostemma
- Bathysmatophorus
- Cicadella
- Cuerna
- Draeculacephala
- Errhomenus
- Errhomus
- Evacanthus
- Graphocephala
- Helochara
- Homalodisca
- Neokolla
- Oncometopia
- Pagaronia
- Paraulacizes
- Provancherana
- Sibovia
- Tylozygus
- Xyphon
- Thatuna